# آندره هلر
آندره هلر (به انگلیسی: André Heller) (زاده ۱۷ دسامبر ۱۹۷۵ در ریودو ژانیرو) بازیکن سابق تیم ملی والیبال برزیل است.
او به همراه تیم ملی برزیل مدال طلا بازی‌های المپیک تابستانی ۲۰۰۴ و مدال نقره بازی‌های المپیک تابستانی ۲۰۰۸ را به دست آورد. هلر به مدت ۱۲ سال در تیم ملی برزیل حضور داشت و به عناوین و افتخارات مهمی نیز دست پیدا کرده بود در سال ۲۰۱۴ در حضور دوستان و طرفدارن تیم والی کایرین از عرصه والیبال خداحافظی کرد.